# Gorzyce (Slezské vojvodství)
Gorzyce (německy Groß Gorschütz nebo Gorschütz) je vesnice ve Slezském vojvodství v Polsku blízko města Vladislav u hranic s Českou republikou. Vesnice má přibližně 3 900 obyvatel a je sídlem gminy s 19 000 obyvateli.

## Historie
Po první slezské válce v roce 1742 byla vesnice anektována Pruskem pod názvem Gross Gorschütz. Po první světové válce v roce 1922 byla vesnice anektována Polskem i přes to, že v této oblasti byli Němci majoritou a Poláci minoritou.
Během druhé světové války byl ve vesnici umístěn nacistický koncentrační tábor. Tábor byl určen hlavně pro Poláky. Budova byla přestavěna z dopravního skladiště na Lesenské ulici, dnes se na místě nachází pamětní deska. Kolektivní hrob zemřelých je na hřbitově v Gorzycích.

## Lidé
- Georg von Arco (1869-1940), rádiový průkopník.